# Hyōtan-jima
Hyōtan-jima (japanisch 瓢箪島) ist eine kleine, unbewohnte Insel in der japanischen Seto-Inlandsee, die sich zwischen den beiden größeren Inseln Ōmishima (大三島) im Westen und Ikuchi-jima (生口島) im Osten befindet. Der Name der Insel bedeutet übersetzt „Flaschenkürbisinsel“ und leitet sich von ihrer Form ab. Früher hieß sie jedoch offiziell Kuroshima (黒島, „Schwarze Insel“).

## Geographie

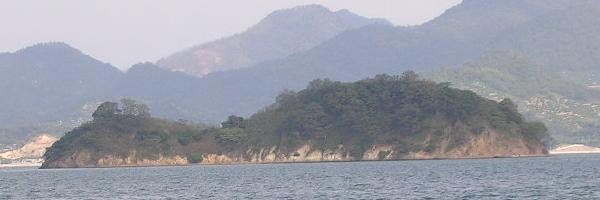

Verwaltungstechnisch gehört die Südseite der Insel zur Stadt Imabari in der Präfektur Ehime und die Nordseite zur Stadt Onomichi in der Präfektur Hiroshima. Hyōtan-jima hat eine Gesamtfläche von 17.576,3 m², davon liegen 8.958 m² in der Präfektur Hiroshima. Die Länge der Insel in Nord-Süd-Richtung beträgt 700 m und die Breite 35 m. Der höchste Punkt auf Seite der Präfektur Hiroshima liegt auf 23,4 m und der höchste Punkt auf der Seite der Präfektur Ehime auf 35,2 m.

## Mythologie und Geschichte
Der Legende nach verwickelten sich die Götter der Inseln Ikuchi-jima und Ōmishima vor langer Zeit in ein Tauziehen, um die Insel zu erobern. Die Inselbewohner beider Seiten machten sich Sorgen wegen der engen Form der Insel und schlossen Frieden. Es wird angenommen, dass diese Geschichte aus Streitigkeiten über Fischereirechte entstanden ist, da die Gewässer rund um die Insel gute Fischgründe sind. Es gibt auch ein Schifferlied, das stolz über die kleine, kürbisförmige Insel sang, deren landschaftliche Schönheit gelobt wurde.
Hyōtan-jima ist auch bekannt dafür, angeblich Modell für das TV-Puppenspiel Hyokkori, Hyōtan-jima (ひょっこりひょうたん島) der NHK gewesen zu sein, welches 1964 ausgestrahlt wurde.
Seit 27. März 2013 ist die Insel auf nationaler Ebene als Landschaftlich Schöner Ort registriert.